# The Rumour Said Fire
The Rumour Said Fire er en dansk musikgruppe, dannet i 2008 af sanger, sangskriver og guitarist Jesper Lidang.
Gruppen optrådte for første gang sammen i maj 2008. Gruppen udgav singlen Evil Son i august 2009, fulgt af deres debut-ep The Life and Death of a Male Body 21. september 2009. I oktober udkom efterfølgende ep'ens anden single, The Balcony, som er gruppens største hit og bl.a. brugt i tv-reklamer. The Rumour Said Fire var opvarmningsnavn for det dansable elektro-indierock-orkester Passion Pit den 1. september 2009 på Vega i København og har sidenhen spillet flere koncerter på både Lille og Store Vega i forbindelse med turnéer og bl.a. optrådt på Roskilde Festivalen i 2010 og 2017.
Gruppen har vundet P3 Guld prisen i kategorien P3 talentet 2009.
Den 20. september 2010 udgav The Rumour Said Fire singlen Sentimentally Falling, fra deres andet album, The Arrogant, som udkom i oktober 2010. Singlen blev en af P3's Uundgåelige. I oktober 2012 udkom bandets andet album, Dead Ends, hvor singlen Dead Leaves blev bandets tredje P3's Uundgåelige.
Den 28. april 2017 udkom bandets fjerde udgivelse og tredje album Crush.

## Diskografi

### Studiealbum
- 2010: The Arrogant
- 2012: Dead Ends
- 2017: Crush

### Ep'er
- 2009: The Life and Death of a Male Body
- 2022: Det nye forår

### Singler
- 2009: Evil Son
- 2009: The Balcony
- 2010: Sentimentally Falling
- 2010: Passion
- 2012: Dead Leaves
- 2013: Voyager
- 2017: Television Personalities
- 2017: Stepping out
- 2019: Retaliation
- 2021: Taler tempoet